# Joseph Gehringer
Joseph Gehringer (né le 10 avril 1803 à Unterkochen, mort le 8 septembre 1856 à Jérusalem) est un théologien catholique wurtembergeois.

## Biographie
De 1822 à 1826, il étudie la théologie catholique à l'université de Tübingen. Après avoir été ordonné prêtre en 1827, il devient précepteur au Wilhelmsstift (de). En 1831, il devint prêtre à Mögglingen. En 1839, il fut élu membre de la Chambre des députés de Wurtemberg (de), démissionnant en 1841 lorsqu'il prend la tête de la chaire de théologie morale et d'exégèse du Nouveau Testament à Tübingen. Il est favorable au joséphisme dans l'éducation religieuse catholique. Avec sa Compilation synoptique de 1842, il est l'un des pionniers catholiques de la théorie des deux sources. Après l'instruction d'Augustin Theiner, Leitfaden zu akademischen Vorträgen  et Theorie der Seelsorge, publiés en 1848, sont mis à l’Index librorum prohibitorum le 12 janvier 1850. Gehringer avait déjà démissionné de sa chaire en 1849 face à l'opposition de ses collègues universitaires ultramontains Karl Joseph von Hefele et Johannes von Kuhn. Il devint prêtre à Kochertürn et meurt en 1856 lors d'un voyage universitaire en Palestine à l'hospice franciscain de Jérusalem. Il y est également enterré.